# Soja Alexandrowna Abramowa

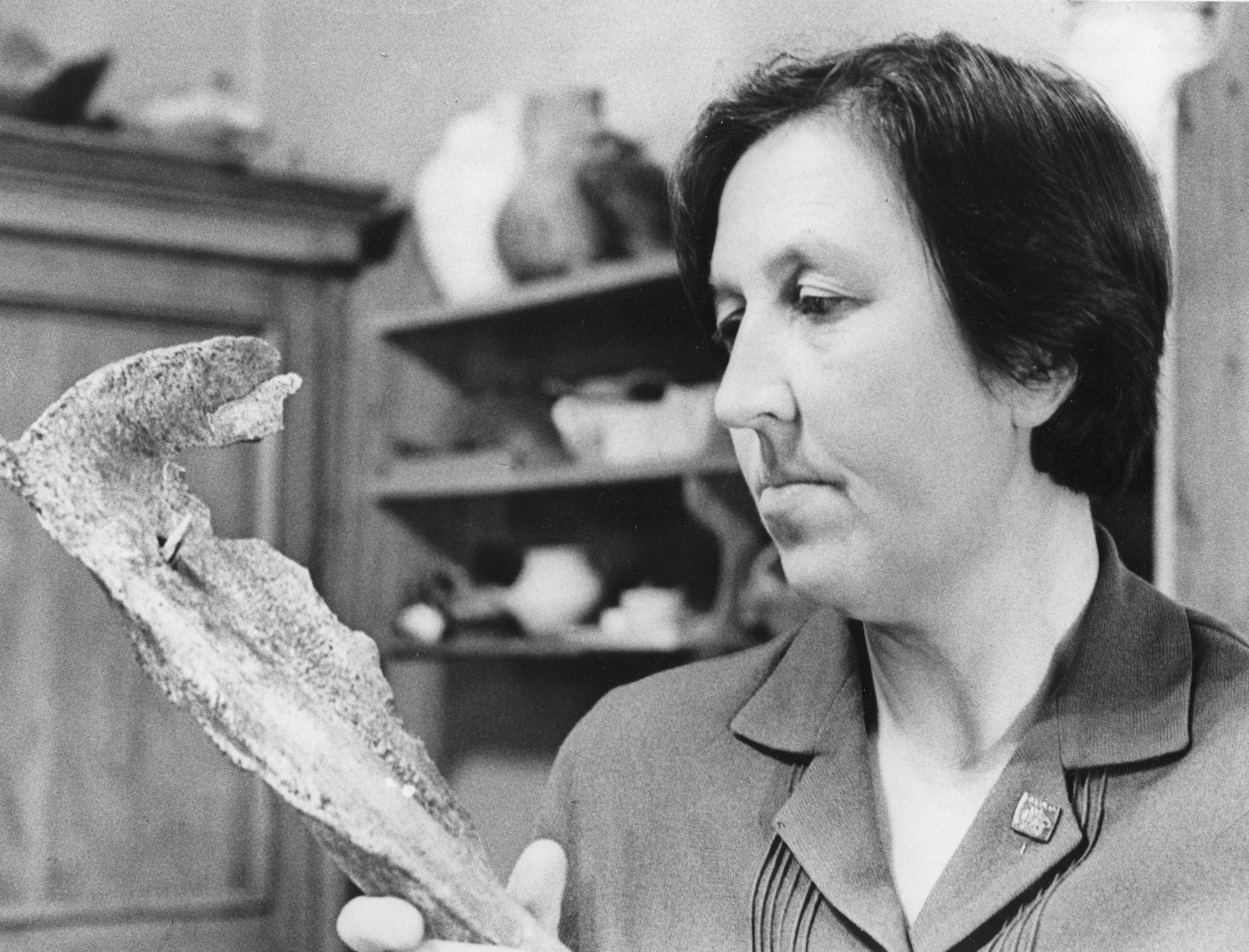
Soja Alexandrowna Abramowa

Soja Alexandrowna Abramowa (russisch Зоя Александровна Абрамова; * 19. März 1925 in Jaroslawl; † 31. Oktober 2013 in St. Petersburg) war eine sowjetisch-russische Prähistorikerin und Hochschullehrerin.

## Leben
Abramowa begann 1946 das Studium an der Universität Leningrad (LGU) in der Fakultät für Geschichte. Ihre Diplomarbeit zum Abschluss des Studiums am Lehrstuhl für Archäologie verteidigte sie 1951 mit Auszeichnung.
Ab 1952 arbeitete Abramowa in der Leningrader Abteilung des Moskauer Instituts für Archäologie der Akademie der Wissenschaften der UdSSR (seit 1991 St. Petersburger Institut für Geschichte der Materiellen Kultur der Russischen Akademie der Wissenschaften). Als Aspirantin bei Alexei Pawlowitsch Okladnikow fertigte sie ihre Kandidat-Dissertation über paläolithische Skulpturen auf dem Gebiet der UdSSR an, die sie 1961 mit Erfolg verteidigte.
Abramowa führte Prospektionen im Minussinsker Becken und im Gebiet zwischen Abakan und Jenissei durch. Ihre Doktor-Dissertation über die paläolithische Kunst Eurasiens als Geschichtsquellen verteidigte sie 1972 mit Erfolg für die Promotion zur Doktorin der Geschichtswissenschaften. Sie untersuchte 1974, 1975, 1978 und 1979 die Grotte Dwuglaska im Rajon Bograd. Sie beteiligte sich an den Expeditionen zu den paläolithischen Siedlungsplätzen bei Kostjonki im Rajon Chocholski, in den Überschwemmungsgebieten der Angara bei Bratsk, auf dem Berg Afontowa am linken Ufer des Jenissei bei Krasnojarsk und in Judinowo im Rajon Pogar.
Abramowa lehrte neben ihrer Forschungstätigkeit und wurde 1998 zur Professorin ernannt.